# Кум 2
Кум 2 (енгл. The Godfather: Part II) је амерички криминалистичко-драмски филм из 1974. године у режији Франсиса Форда Кополе, делимично заснован на роману Кум Марија Пузоа, који је заједно са Кополом написао и сценарио. Кум 2 је уједно наставак и преднаставак филма Кум (1972), истовремено пратећи две паралелне приче: једна се одвија 1958. године и прати Мајкла Корлеонеа (Ал Пачино), новог дона породице Корлеоне, који покушава да заштити породични посао након покушаја убиства; друга покрива путовање његовог оца, Вита Корлеонеа (Роберт де Ниро), од његовог детињства на Сицилији до оснивања породичног царства у Њујорку. Споредне улоге тумаче Роберт Дувал, Дајана Китон, Талија Шајер, Моргана Кинг, Џон Казале, Маријана Хил и Ли Страсберг.
Након успеха првог филма, Paramount Pictures је почео да развија наставак, а многи од глумаца и чланова филмске екипе су се вратили. Копола, коме је дата већа креативна контрола, желео је да направи и преднаставак и наставак Кума који би испричао причу о успону Вита и паду Мајкла. Главно снимање почело је у октобру 1973, а завршено је у јуну наредне године. Кум 2 је премијерно приказан 12. децембра 1974. у Њујорку, а у америчким биоскопима је објављен 20. децембра исте године. Иако је испрва наишао на мешовите реакције критичара, углед филма се, међутим, брзо поправио. Зарадио је 48 милиона долара у Сједињеним Државама и Канади и око 93 милиона долара широм света са буџетом од 13 милиона долара. Био је номинован за једанаест Оскара и постао је први наставак који је освојио онај за најбољи филм. Поред тога је освојио пет Оскара, укључујуће оне за најбољу режију, најбољег споредног глумца и најбољи адаптирани сценарио. Пачино је освојио награду БАФТА за најбољег глумца и био је номинован за Оскара у истој категорији.
Као и свој претходник, Кум 2 се показао као веома утицајно остварење, нарочито у жанру гангстерског филма. Сматра се једним од најбољих филмова свих времена, као и једним од ретких наставака који су успели да надмаше свог претходника. Амерички филмски институт га је 1997. сместио на 32. место листе најбољих америчких филмова, а на истој позицији се нашао и десет година касније. Конгресна библиотека га је 1993. одабрала за чување у Националном регистру филмова због „културног, историјског или естетског значаја”. Кум 3, наставак и последње остварење у трилогији, премијерно је приказан 1990. године.

## Радња
Радња се састоји од две приче, презентоване паралелно. Једна говори о Мајклу Корлеонеу 1958. и 1959. године, након догађаја из првог филма; друга говори о његовом оцу, дон Виту Корлеонеу, од његовог детињства на Сицилији 1901. године, до настанка породице Корлеоне у Њујорку у периоду од 1917. до 1925. године, током прве четвртине двадесетог века.
Филм почиње 1901. године, у граду Корлеоне на Сицилији, на погребу оца младог Вита, Антонија Андолинија, који је убијен јер увредио локалног мафијашког шефа, дон Чича. Током погреба, одјекују пуцњеви и жена виче да је Витов старији брат, Паоло, убијен јер се заклео на освету дону. Витова мајка одлази са њим дон Чичу да моли за милост. Чичо одбија, знајући да ће се деветогодишњи Вито кад-тад осветити. Мајка извлачи нож и ставља га дон Чичу под врат, што даје времена Виту да побегне. Чичови људи убијају Витову мајку и претражују град тражећи дечака. Дечаку помажу људи у Корлеонеу и укрцавају га на брод за Њујорк. На Острву Елис, службеник у имиграционом одељењу пита Вита за име, али он не одговара; други човек прочита ознаку са одеће и каже Вито Андолини из Корлеонеа и регистрирају га као Вито Корлеоне.
Kасних педесетих, Мајкл Корлеоне, „Kум” породице Корлеоне, решава разне послове и породичне проблеме током раскошне прославе првог причешћа свог сина Ентонија на свом имању на Језеру Тахо. Састаје се са сенатором Неваде, Патом Геријем, који презире Корлеонове, да би се договорили око хонорара за лиценце за коцкарске игре, јер породица купује хотеле и казина.
Мајкл се такође суочава са сестром Кони, која се све више отима контроли и која се недавно развела, али опет планира да се преуда, што Мајкл не одобрава. Састаје се и са Џонијем Олом, јеврејским мафијашем и десном руком Хајмана Рота, који подржава Мајклове намере у вези са коцкарским бизнисом. Мајкл прима и Френка Пентанђелија, који је преузео територију Питера Клемензе након његове смрти и сад има проблема са браћом Росато, које подупире Рот. Пентанђели нагло одлази и добацује: „Твој отац је сарађивао са Хајманом Ротом, твој отац је поштовао Хајмана Рота, али твој отац никада није веровао Хајману Роту.” Касније те вечери, догодио се покушај атентата на Мајкла, који је преживео након што је његова жена Kеј приметила да су завесе у спаваћој соби померене. Након тога, Мајкл каже Том Хејгену да је покушај убиства изведен уз помоћ неког изнутра и да он мора да оде, препуштајући му заштиту његове породице.
Године 1917, одрасли Вито Корлеоне живи у Њујорку, ради у продавници са пријатељом Генком Абандандом. Комшилук контролише члан „Црне руке”, дон Фанучи, који рекетира локалне трговце за заштиту. Будући да трговац није могао да плати Фанучију редован износ, принуђено му је да запосли доновог сина, због чега Вито губи посао. Вито упознаје Питера Клемензу и њих двојица почине прво казнено дело заједно, крадући елегантни тепих из локалног стана. То је био Клемензин начин да врати Виту, јер му је овај сакрио пиштоље.
Мајкл се састаје са Хајманом Ротом на Флориди и каже му како верује да је Френк Пентанђели одговоран за атентат и да ће Пентанђели платити због тога. Путујући за Бруклин, Мајкл даје до знања Пентанђелију да је свестан да Рот стоји иза свега, да има план, те да Френк треба да сарађује са браћом Росато како би смирио Рота. Мајклов брат Фредо прима мистериозан позив током ноћи од некога ко се представио као Џони. Кад је Пентанђели пошао да се састане са браћом Росато, речено му је: „Поздрав од Мајкла Корлеонеа.” Нападнут је и остављен скоро беживотан заједно са својим телохранитељем, Вилијем Чичијем. Том Хејген је позван у Неваду, јер је сенатор Гери нађен у кревету са мртвом проститутком. Фредо је одјурио до места догађаја, а Том нуди сенатору „пријатељство” у замену за услуге у коцкарском бизнису. Хејген му каже да је девојка непозната, да нема породице која би знала да ради у борделу. Хејген наговара Герија да назове његову канцеларију и као алиби, каже да је био гост Мајкла Корлеонеа у Тахоу.
У међувремену, Мајкл се састаје са Ротом у Хавани, на Kуби, крајем 1958. године, за време док је председник Фулгенсио Батиста заговарао америчке инвестиције и док комунистички герилци активно планирају Кубанску револуцију. Заједно с осталим бизнисменима, слави се Ротов рођендан и разговара се о новим улагањима у легалне послове у Америци. У једном тренутку, Мајкл спомиње како би побуњеници могли да победе, што би могло да отежа послове на Kуби. Тај коментар наведе Рота да напомене да Мајкл није донео два милиона долара како би ушао у партнерство. Фредо стиже у Хавану са новцем у актовци, а након што Мајкл спомиње Хајмана Рота и Џонија Олу, Фредо каже да их никад није срео. Сенатор Герy и остали људи из владе долазе у Вашингтон и Мајкл хоће да их Фредо забави у граду. Мајкл поверљиво каже Фреду да је Рот хтео да га убије и упркос сталним Ротовима причама како му се ближи крај, нема намере да подели своје богатство и хоће да убије Мајкла након прославе Нове године. Мајкл га уверава да је већ повукао свој потез и да „Хајман Рот неће дочекати Нову годину.” 
Кад на кратком састанку Мајкл упита ко је дао допуштење за убиство Френка Пентанђелија, Хајман Рот избегава одговор и скреће тему на убиство свог старог пријатеља Моа Грина (који се појављује у првом филму). Док проводи време у клубу са америчким политичарима, Фредо се претвара да не препознаје Џонија Олу. Мало касније, у клубу, Фредо гласно спомиње да је једном био на том месту са Џонијем Олом, демантујући самог себе кад је рекао да се никад није срео са Ротом или Олом. Мајкл схвата да је издајник његов рођени брат и налаже свом телохранитељу да убије Рота. Џони Ола је задављен, али Рот, у критичном стању, одвезен је у болницу. Мајклов човек покушао је да убије Рота у његовом болничком кревету, али га убијају стражари пре него што је обавио задатак. На прослави Нове године, Мајкл зграби Фреда чврсто за главу и пољуби га, говорећи: „Знам да си то био ти, Фредо; сломио си ми срце.” Комунистички револуционари побеђуји и многи гости беже. Фредо одбија да иде са Мајклом, упркос Мајкловим уверавањима да је он још његов брат и да је то једини излаз. По повратку у САД, Мајкл упита Хејгена о Фреду. Хејген каже да је Рот побегао са Kубе након што је преживео срчани удар и да се опоравља у Мајамију; његов телохранитељ је мртав, а Фредо се вероватно скрива у Њујорку. Хејген га такође обавештава да је Kеј доживела побачај.
Прича се враћа на Витову, где је дон Фанучи постао свестан пословне сарадње између Вита, Клемензе и Тесија и да хоће свој удео. Клеменза и Тесијо пристају да плате Фанучију, али Вито се противи и каже пријатељима да препусте новац њему и уверава их да ће Фанучи прихватити мање. Вито плаћа Фанучију само 100 долара уместо 600 колико је тражио. Фанучи прихвата и тако даје до знања Виту како је слаб. Током феште у комшилуку, Вито убија Фанучија у његовој згради. Вито добија поштовање комшилука и посредује код локалних препирки. Постаје шеф је све брже растућег предузећа за увоз маслиновог уља, Genco Olive Oil.
Мајкл се враћа кући и суочава се са губитком нерођеног детета и стањем у породици. У међувремену, сенаторски одбор, чији је члан сенатор Гери, припрема истрагу о пословима породице Корлеоне. Испитују незадовољног послушника Корлеонеових Вилија Чичија, али његово сведочење није довољно корисно будући да му Мајкл никад није директно давао наредбе.
Мајкл се појављује пред одбором. Сенатор Гери изјављује подршку италијанској мањини у Америци и одлази пре почетка. Мајкл изазива одбор да изведе сведока који ће потврдити оптужбе против њега. У следећој сцени, открива се да је Френк Пентанђели жив. Нагодио се са ФБИ-јем и био је спреман да сведочи против Мајкла. Том Хејген и Мајкл расправљају о овом проблему, опажајући како је Ротова тактика функционисала. Мајкл се састаје приватно са братом Фредом. Фредо спомиње како се осећа запостављеним, да он није глуп и да заслужује поштовање. Kаже како је подржавао Рота мислећи да ће да се окористи, али никад није хтео да убију Мајкла. Такође спомиње да је адвокат Сената на Ротовој страни. Мајкл му мирно говори да га више не сматра братом и да не жели више да га види. Френк Пентанђели приступио је сведочењу пред Сенатом. Мајкл такође долази, у пратњи непознате особе. Његова присутност натера Френка да повуче своју изјаву. Кад Пентанђелија упитају да ли је служио Питеру Клемензи, он каже да није и да је све што је рекао ФБИ-ју лаж. Упитан ко је непознати човек, Хејген одговара да је то Винчензо, Френков брат и да је дошао да пружи подршку брату. Без даљег сведочења, одбор је морао да одустане од оптужби, а Хејген захтева извињење. У хотелској соби, Мајкл и Kеј се свађају, јер она жели да се одсели са децом. Мајкл каже да схвата њену бол због изгубљеног детета, али да ће ствари доћи на своје место. Kеј одговара: „Мајкле, ти си слеп. Није то био побачај, био је то абортус!,” и да због тога што је он Сицилијанац, она зна да јој никад неће опростити. Ова изјава разбешњава Мајкла, који удара Kеј и говори јој да никада неће узети њихову децу.
Прича се враћа на Витову, где он са својом породицом путује на Сицилију да ојача комерцијалне везе компаније за увоз маслиновог уља и њихове послове са дон Томасином. Вито и Томасино посећују остарелог дон Чича да га питају за благослов. Кад га упита за оца, Вито каже: „Мој отац је Антонио Андолини, а ово је за тебе!,” пробадајући му трбух ножем. Док су напуштали посед, последњи преживели дон Чичов телохранитељ погодио је Томасина у ноге, што је овог обележило препознатљивим шепањем. Како је вендета извршена, Вито и његова његова породица напустили су Сицилију.
Цела породица Корлеоне поновно се окупила кад је Кармела Корлеоне, Витова удовица и мајка његове деце, умрла. Kеј није присуствовала погребу, а Мајкл је и даље одлучан да се обрачуна са Фредом. Кони (која показује све више зрелости) разговара са њим, а након тога Мајкл се последњи пут загрлио са Фредом. Kасније, Фредо и Мајклов син, Ентони, постају блиски током пецања. У исто време Мајкл, Хејген и Роко Лампоне расправљају о коначном обрачуну са Хајманом Ротом, којем је одбијен азил у Израелу као пензионисаном јеврејском бизнисмену. Хејген сугерише да су Мајклови планови како убити браћу Росато и Рота ради освете непотребни, али Мајкл одбија савет. Хејген посећује Френка Пентанђелија у војној бази и предлаже му да почини самоубиство, у стилу старих Римљана којима је обећано да ће им породице бити збринуте.
Кеј посети своју децу и одлази по Мајкловом доласку, који је окрутно избацује. На имању Корлеонеових на Језеру Тахо, Ал Нери припрема чамац да Фредо и Ентони могу да оду на пецање. Фредо прича Ентонију причу како је ухватио рибу као дечак кад се помилио девици Марији. Међутим, Кони говори Ентонију да не може да оде на пецање, јер мора да иде са Мајклом у Рино. Хајман Рот стиже на аеродром, спреман да се преда. Тамо га убија Роко Лампоне, прерушен у новинара, али Лампоне такође бива убијен. У војној бази Френк Пентанђели је нађен мртав, пререзаних вена, док је седео у кади. Коначно, Нери убија Фреда на пецању док се молио девици Марији.
Филм се враћа у 1941. годину, где се породица припрема за рођенданско изненађење за Вита Корлеонеа. Сони упознаје Карла Риција са својом браћом и сестром Кони. Причају о недавном јапанском нападу на Перл Харбор, а Мајкл шокира све изјавом да се управо пријавио у маринце. Сони се руга Мајкловом избору, а Том Хејген спомиње како њихов отац полаже велике наде у Мајкла. Једино Фредо подржава братову одлуку. Сви осим Мајкла одлазе да дочекају Вита Корлеонеа. У последњој сцени, Мајкл седи покрај Језера Тахо, тихо размишљајући.

## Улоге
| Глумац             | Улога                  |
| ------------------ | ---------------------- |
| Ал Пачино          | Мајкл Корлеоне         |
| Роберт Дувал       | Том Хејген             |
| Дајана Китон       | Кеј Корлеоне           |
| Роберт де Ниро     | Вито Корлеоне          |
| Џон Казале         | Фредо Корлеоне         |
| Талија Шајер       | Кони Корлеоне          |
| Ли Страсберг       | Хајман Рот             |
| Мајкл В. Гацо      | Френк Пентанђели       |
| Г. Д. Спредлин     | сенатор Пат Гери       |
| Ричард Брајт       | Ал Нери                |
| Гастон Москин      | дон Фанучи             |
| Том Роски          | Роко Лампоне           |
| Бруно Кирби        | млади Клеменза         |
| Френк Сиверо       | млади Генко            |
| Франческа де Сапио | млада Кармела Корлеоне |
| Моргана Кинг       | Кармела Корлеоне       |
| Маријана Хил       | Дијана Корлеоне        |
| Доминик Кијанеси   | Џони Ола               |
| Џон Апреа          | млади Тесио            |
| Џо Спинел          | Вили Чичи              |
| Џејмс Кан          | Сони Корлеоне          |
| Џијани Русо        | Карло Рици             |

## Награде и номинације
- Оскар за најбољег глумца — Роберт де Ниро
- Оскар за режију
- Оскар за сценарио
- Оскар за најбољу музику — Нино Рота и Кармајн Копола
- Оскар за монтажу
- Оскар за најбољу сценографију
- Награда БАФТА за Ала Пачина